# Sierra Club
Der Sierra Club ist die älteste und größte Naturschutzorganisation der Vereinigten Staaten. Die Geschichte reicht in das Jahr 1892 zurück. Sitz ist Oakland.

## Mission Statement
Der Verein definiert seine Vereinsziele folgendermaßen:

“The purposes of the Sierra Club are to explore, enjoy, and protect the wild places of the earth®; to practice and promote the responsible use of the earth's ecosystems and resources; to educate and enlist humanity to protect and restore the quality of the natural and human environment; and to use all lawful means to carry out these objectives.”

„Die Zwecke des Sierra Clubs sind die wilden Orte der Erde erkunden, genießen und schützen; den verantwortlichen Umgang mit dem Ökosystem der Erde und den Ressourcen üben und zu fördern; die Menschheit dazu erziehen und zu gewinnen, die Qualität der natürlichen und menschlichen Umwelt zu schützen und wiederherzustellen; und alle rechtmäßigen Mittel zur Realisierung dieser Ziele zu nutzen.“

## Geschichte
Der Verein wurde am 28. Mai 1892 in San Francisco, Kalifornien, von dem Naturschützer John Muir sowie einigen Professoren der University of California, Berkeley und der Stanford University gegründet. John Muir war außerdem bis 1914 der erste Präsident, der Hauptsitz war San Francisco. Nach eigenen Angaben hat der Club ca. 2,4 Millionen Mitglieder in den USA. Der Sierra Club of Canada (10.000 Mitglieder) ist ihm angeschlossen.
In den ersten Jahrzehnten seines Bestehens engagierte sich der Club vorrangig für die Schaffung von Nationalparks in den USA, so z. B. für den Glacier-Nationalpark und den Mount Rainier National Park. Ein weiteres wichtiges Thema jener Zeit war (und ist) der Schutz der Redwoods. Zu den Erfolgen gehört unter anderem in den 1950er Jahren die Verhinderung des Baus des Echo Park Dams im Dinosaur National Monument in Utah: Dies geschah in einer Zeit, in der Umweltthemen in den Medien noch so gut wie keine Rolle spielten und Großprojekte, wie z. B. Staudämme, weithin unkritisch begrüßt wurden. Neben der Förderung von Nationalparks und Naturschutzgebieten setzt der Club sich seit den sechziger Jahren auch für die Einführung von Umweltstandards in der Gesetzgebung ein, so beim United States Clean Air Act, beim Toxic Substances Control Act und beim Surface Mining Control and Reclamation Act of 1977.
Von 1934 bis 1971 war der Fotograf Ansel Adams Mitglied des Direktoriums. Nach ihm ist auch ein Preis für Fotografie, der seit 1971 jährlich vom Verein vergeben wird sowie die Ansel Adams Wilderness (Ansel-Adams-Wildnis) benannt.
Das Magazin heißt schlicht Sierra. Es erscheint in zweimonatlichen Rhythmus und berichtet über Vereinsaktivitäten und umweltbezogene Themen. Darüber hinaus gibt es eine wöchentliche Radiosendung, den Sierra Radio Club. Seit März 2010 ist Michael Brune Geschäftsführer des Sierra Club.

## Kritik
Paul Watson war ab 2003 Mitglied des Direktoriums, trat aber im April 2006 aus Protest gegen die Haltung des Direktoriums bezüglich der Jagd von seinem Posten zurück.
Im Jahr 2008 traten mehrere Mitglieder aus Protest gegen ein Abkommen des Clubs mit dem Chemiekonzern Clorox aus. In dem Abkommen verpflichtete sich der Club, eine Reihe von Clorox-Produkten zu bewerben. Clorox war 2004 von der Public Interest Research Group als einer eines „gefährlichen Dutzend“ Chemiekonzernen bezeichnet worden. Nach Angaben von Carl Pope, dem Vorsitzenden des Sierra Club, brachte der Vertrag mit Clorox dem Club während der vierjährigen Laufzeit Einkünfte in Höhe von 1,3 Millionen US-Dollar.
Von 2007 bis 2010 nahm der Verein mehr als 25 Millionen US-Dollar an Spenden von der Erdgas-Industrie ein, vor allem von Aubrey McClendon, dem Vorstandsvorsitzenden von Chesapeake Energy, einem der größten Erdgas-Konzerne in den USA, der unter anderem Fracking betreibt.
Im November 2011 trat Carl Pope inmitten von Auseinandersetzungen über den Vertrag mit Clorox und anderen Maßnahmen als Vorsitzender des Sierra Club zurück.